# لوريتا مارون
لوريتا جوزفين مارون (بالإنجليزية: Loretta Marron)‏، حائزة على وسام الفروسية الأسترالي (OAM)، (من مواليد 16 تشرين الأول عام 1951) والمديرة التنفيذية لمنظمة أصدقاء العلوم الأسترالية في الطب. معروفة شعبياً باسم «جيلي بين ليدي»، عززت نهج الطب القائم على الأدلة منذ تشخيص إصابتها بالسرطان. في وسائل الإعلام، قدمت كشفاً لمعالجات لم يتم إثباتها على أنها صحيحة أو موجودة، أدى بعضها إلى ملاحقات قضائية ناجحة. حصلت على ميدالية وسام أستراليا بسبب خدمتها الصحية، وحصلت على جائزة «متشكك العام» ثلاث مرات.

## الخلفية
ولدت مارون في هانوفر، ألمانيا الغربية عام 1951. انتقلت عائلتها إلى المملكة المتحدة عام 1954 ثمّ إلى جنوب أستراليا عام 1959. تخرجت بشهادة بكالوريوس في العلوم من جامعة أديلايدا في عام 1972 بتخصص في الفيزياء والرياضيات. قضت حياتها المهنية في العمل كأخصائية في تكنولوجيا المعلومات.
في عام 2003 شُخِصت إصابتها بسرطان الثدي. في مجموعتها لدعم السرطان عُرض عليها علاجات بديلة والتي حث الكثير منها على رفض الطب التقليدي وعدم إجراء عمل جراحي أو علاج كيميائي. ومع ذلك كشف بحثها العلمي أنه يوجد نقص في الأدلة التي تدعم فعالية هذه العلاجات البديلة. قالت مارون إنها شعرت بالذعر لرؤية كيف يحاول المشعوذون الاستفادة منها وزملائها المصابين، حيث يقدمون علاجات بدون فوائد يمكن التحقق منها، في كثير من الأحيان مقابل فرض رسوم كبيرة، وهذا دفعها إلى كشف أسوأ ممارسات الأشخاص الذين يروجون لعلاجات بديلة غير مثبتة.
«من المفهوم أن يلجأ الناس إلى البدائل عندما يكونون مرضى، لكنها لا تعمل... فالأشخاص يتشبثون بدواء لجميع الأمراض وهذا للأسف غير موجود»، كما تقول.

## دعم الطب القائم على الأدلة
بدأت مارون في شن حملة ضد «الادعاءات الفاحشة» التي أدلى بها بعض المعالجين البديلين، وعوضاً عن ذلك شجعت الناس على أن يحصلوا على معلومات موثوقة تستند إلى الأدلة. «إنهم بحاجة إلى الحماية، إنهم ضحايا مرتين- أولاً للمرض ثم سلوك المعالجين البديلين.» درست سلسلة من الدورات القصيرة في جامعة بوند في كلية العلوم الصحية والطب لتحسين فهمها للقضايا، لكنها شددت أنها ليست محترفة طبياً. بدلاً من ذلك، عملت مع أخصائيين طبيين وباحثين وممارسين للتأكد من أن معلوماتها مدعومة بالأدلة. في البداية، عملت مع طبيبها العام وخدمة استشارات الأدوية الضارة لإنشاء كتيب حول كيفية الحصول على نصيحة جيدة، ثم موقع إلكتروني يسمى معلومات صحية (Health Information)، موجه إلى مساعدة المرضى الآخرين للحصول على معلومات طبية موثوقة تستند إلى أدلة موثوقة.(7:00)
اتصلت مارون بإدارة السلع العلاجية (TGA) للحصول على المساعدة، ولكن كانت سياستهم أنه إذا تمكن منتج ما من المطالبة «باستخدام تقليدي» سيقومون بإدراجه دون الحاجة إلى تقدير ما إذا كان هذا المنتج آمناً أو فعالاً. أخبرت الصحيفة الأسترالية أن الرقابة المتساهلة تعني «أن الإنترنت غمرته الآن معلومات غير صحيحة عن الحاجيات العلاجية، والتي تمت الموافقة عليها من قبل إدارة السلع العلاجية (TGA)»، كما تقول.
إدراج منتج مع إدارة السلع العلاجية (TGA) يتطلب ببساطة إدخال بعض التفاصيل على موقع إدارة السلع العلاجية (TGA) ودفع رسومها. حتى في حال وجود اختبار، يمكن أن تكون "أدلة الكفيل" عبارة عن تجربة مع فئران وخنزير غينيا - لا يتعين مراجعتها من قِبل الحكّام". أخبرت مارون الصحيفة الأسترالية أنه "من السهل حقًا كسب المال بالقواعد الحالية - ما عليك سوى العثور على أي نوع من الأعشاب الضارة في الحديقة له استخدام تقليدي، ووضعه في صندوق به أزهار أو رياضي، وقم بإدراجها مع إدارة السلع العلاجية والبدء بحملة تسويقية - وكسب المال بسرعة". وأشارت إلى أن المبلغ الهائل من الأموال الذي تنطوي عليه العلاجات الطبية البديلة التكميلية والإضافية، والتي تقدرها سيدني مورنينغ هيرالد 1.8 مليار دولار سنوياً في أستراليا، هو حافز لمواصلة هذه الممارسات بغض النظر عن الرفاه العام. " شيفغل الأشخاص اليائسون أي شيء عندما يكونون مرضى"، كما تقول.
بدأت تحقيقاتها في الادعاءات غير المدعومة مع ممارسي العلاج بتقويم العمود الفقري (الحيوي) الذين زعموا أنهم عالجوا مجموعة من الحالات غير مرتبطة وأن يكون بديلاً للتطعيم. في ولاية نيو ساوث ويلز، حددت 50 من ممارسي العلاج بتقويم العمود الفقري الذين غطت خططهم العلاجية بشكل واضح النساء الحوامل والرضع والأطفال. نشرت نتائجها في تقرير لوزير الصحة الأسترالي، والذي دُعم أيضاً من قبل المجلة الطبية البريطانية، داعيةً إلى إدانة العلاج بتقويم العمود الفقري للرضع والأطفال، وإلى وضع حد لتدريس هذه "التقنيات غير المناسبة وربما خطيرة التي تستهدف النساء الحوامل والرضع والناشئين والأطفال”.:6:00 دعت بشكل خاص إلى إغلاق عيادة الأطفال بتقويم العمود الفقري التي تديرها جامعة معهد ملبورن الملكي للتكنولوجيا (RMIT)، والتي سجلت 113 مريضاً تتراوح أعمارهم بين 13 وما دون، والتوقف عن استخدام الأموال الحكومية لدفع ثمن هذه الممارسات.

## أصدقاء العلوم في الطب
انضمت مارون في عام 2011 إلى مجموعة مكونة من 34 من الأطباء الأستراليين المشهورين والباحثين الطبيين والعلماء، لتشكيل منظمة أصدقاء العلوم في الطب (FSM). كانت مارون الرئيس التنفيذي الأول. شُكلت FSM «للتأكيد على أهمية الحصول على الرعاية الصحية في أستراليا بناءً على الأدلة والبحث العلمي السليم والمعرفة العلمية الراسخة.»
كبرت المنظمة تدريجياً لتكسب دعم أكثر من 1000 طبيب وباحث ومؤيد، بما في ذلك الحائزين على جائزة نوبل وثلاثة فائزين بجائزة أستراليا السنوية.
```
شمل دور مارون كوجه عام لهذه المنظمة تقديم الطلبات إلى إدارة السلع العلاجية (TGA) والعروض التقديمية للمؤتمرات المهنية بما في ذلك مؤتمر المعهد الأسترالي لعلماء الطب (AIMS) وكلية التخدير الأسترالية والنيوزيلندية (ANZCA).
[
5
]
(10:00)
```

## تدريب وتنظيم الطرق غير المثبتة بالأدلة
قاد التسجيل الوطني إلى تسجيل العديد من الممارسين البديلين بواسطة هيئة تسجيل الممارسين الصحيين الأستراليين (AHPRA)، وهي نفس الهيئة الفيدرالية التي تغطي الأطباء والممرضات. ومع ذلك، لا يُطلب من الممارسين البديلين تقديم دليل على فعالية أساليبهم لأنهم يعتبرون منخفضي المخاطر. في الوقت نفسه عدد من الكليات وحتى الجامعات تقدم دورات في المنهجية البديلة والتكميلية والمساعدة. تشعر مارون بالقلق إذ أنه بدلاً من توفير مسائلة محسنّة، تمنح هذه التغيرات ببساطة مظهراً محترماً واحترافياً والتي تكون غير مضمونة، وتقول: «بمجرد أنهم نظموها أضفوا عليها الشرعية، لكنها تأتي مع مسؤولية تجاه المستهلكين ولا يمكنهم الحصول عليها في كلتا الحالتين.»

تنتقد مارون بشكل خاص الجامعات التي تقوم بتدريس دورات في علاجات غير المثبتة بالأدلة، بعضها يحتوي على محاضرين يروجون لممارساتهم ومنتجاتهم في المعالجة. في عام 2011، كتبت إلى وزيرة الصحة الفيدرالية ملخصة فيها خطورة المشكلة، والتي قالت إنها «شكل من أشكال إساءة معاملة الأطفال»، داعية الجامعات إلى التوقف عن تدريس المقررات المتعلقة بالصحة والتي لا يمكنها تقديم أدلة كافية لدعم ادعاءاتهم. تضمن التقديم 20 صفحة من الرسائل الداعمة من الأكاديميين والأطباء الكبار. ركزت بشكل خاص على عيادة الأطفال بتقويم العمود الفقري لجامعة RMIT، والتي بدورها رفضت الادعاءات بأنها تدرس تقنيات يمكن أن تكون ضارة، على الرغم من إقرارها بوجود «نقص شامل في الأدلة السريرية عالية المستوى في العلاج بتقويم العمود الفقري».
في حديثها مع مجلة الطبيب الأسترالي، قالت: «لم يخطر ببالي أبداً من قبل أنهم يعلمون هذا النوع من الهراء في الجامعة». كانت أكثر صراحة في مقابلة مع صحيفة أسترالية، قائلة أنها شعرت «بالخجل من أن جامعاتنا، التي كانت تعتبر من قبل أعمدة التميز والتنوير، تترك للممارسين الذين يديرونهم ببيع سمعتهم لتحقيق أرباح كبيرة من خلال تبنيهم موضوعات ليست أفضل من السحر والشعوذة».
تدعم مارون إعطاء الطلاب المعرفة لتقييم نقدي لجميع العلاجات. هي قلقة من أن عدم وجود معايير أساسية حالياً لا يدعم هذا، وتقول: «إن ضحيتي نظام التنظيم الذاتي هما صحة المستهلك والحقيقة». وقالت: «إن على الجامعات أن تراقب عن كثب ما يقال بالفعل في الدورات وتتضمن المواد التعليمية.»(15:00)

## الجوائز والتقدير
حصلت مارون على وسام الفروسية الأسترالي (OAM) في القسم العام لسنة 2014 في تكريم يوم أستراليا، تقديراً لـ «خدمتها لصحة المجتمع».
حصلت مارون على لقب «مشكك العام» من قبل المتشككين الأستراليين مرتين (في 2006-2007 و 2011) بشكل منفصل تقديراً «لإسهاماتها الكبيرة في الصحة العامة وفضح العلاجات الخطرة وغير الموثوقة التي تحقق ربح من خلال تقديم علاجات زائفة لغير المحصنين والمرضى»، ومرة أخرى في عام 2012 كممثل لأصدقاء العلوم في الطب. في عام 2016، حصلت على عضوية مدى الحياة من المتشككين الأستراليين.

## الانتقادات
عارضت كيرين فيلبس، الرئيسة السابقة للجمعية الطبية الأسترالية وجمعية الطب التكاملي الأسترالي، دعوة مارون لمنع الجامعات من تدريس الطرق غير المثبتة بالأدلة. جادلت على أن هذه العلاجات هي بالفعل جزء من المجتمع السائد. وقالت: «هناك حركة يقودها المستهلك... يبحث الناس عن طرق مختلفة للتعامل أمراضهم». ووصفت أصدقاء العلوم في الطب بأنهم قوة «محافظة للغاية» لها «أجندة مثيرة للقلق على المدى البعيد». ومع ذلك، أقرت بأنه «إذا تبين أن العلاجات الطبيعية غير فعالة أو خطرة، يجب أيضاً نبذها من السوق.»